# San Luis (Tiraque)
San Luis ist eine Ortschaft im Departamento Cochabamba im südamerikanischen Andenstaat Bolivien.

## Lage im Nahraum
San Luis ist eine Ortschaft in der Provinz Tiraque und liegt in dem im Jahr 2009 neu geschaffenen Municipio Shinahota. Die Ortschaft liegt ganz im Norden der Provinz auf einer Höhe von 242 m zwischen dem nördlichen linken und dem südlichen rechten Arm des Río Chapare.

## Geographie
San Luis liegt im bolivianischen Tiefland am nordöstlichen Rand der Anden-Gebirgskette der Cordillera Oriental in den bolivianischen Yungas.
Die mittlere Durchschnittstemperatur der Region liegt bei 27 °C (siehe Klimadiagramm Villa Tunari) und schwankt nur unwesentlich zwischen 23 °C im Juni und Juli und knapp 29 °C von November bis Februar. Das Klima ist ganzjährig humid, der Jahresniederschlag beträgt etwa 2300 mm. Das Niederschlagsmaximum liegt in den Sommermonaten Dezember und Januar mit über 300 mm, weniger feucht sind die Wintermonate von Juni bis September mit jeweils 60 bis 100 mm Niederschlag.

## Verkehrsnetz
Südwestlich von San Luis in einer Entfernung von 177 Straßenkilometern liegt Cochabamba, die Hauptstadt des Departamentos.
Durch Cochabamba führt die 1657 km lange Nationalstraße Ruta 4, die ganz im Westen an der chilenischen Grenze bei Tambo Quemado beginnt und quer über den Altiplano und über Cochabamba nach Villa Tunari am Fuß der Kordillere führt. Von Villa Tunari sind es sieben Kilometer in südöstlicher Richtung bis zur Brücke über den Río Ibuelo, und dann noch einmal zwei Kilometer auf der Ruta 4 bis zum Abzweig nach Ibuelo in nordöstlicher Richtung. Die Straße führt dann weiter nach San Luis und in das noch einmal vier Kilometer entfernte Villa Fernandez.

## Bevölkerung
Die Einwohnerzahl der Ortschaft ist in dem Jahrzehnt zwischen den beiden letzten Volkszählungen um fast die Hälfte angestiegen:
| Jahr | Einwohner         | Quelle       |
| ---- | ----------------- | ------------ |
| 1992 | keine Detaildaten | Volkszählung |
| 2001 | 448               | Volkszählung |
| 2012 | 636               | Volkszählung |
| 2024 |                   | Volkszählung |

Die Region weist einen hohen Anteil an Quechua-Bevölkerung auf, in der Provinz Tiraque sprechen 92,7 Prozent der Bevölkerung Quechua.